# Eleanor Parker

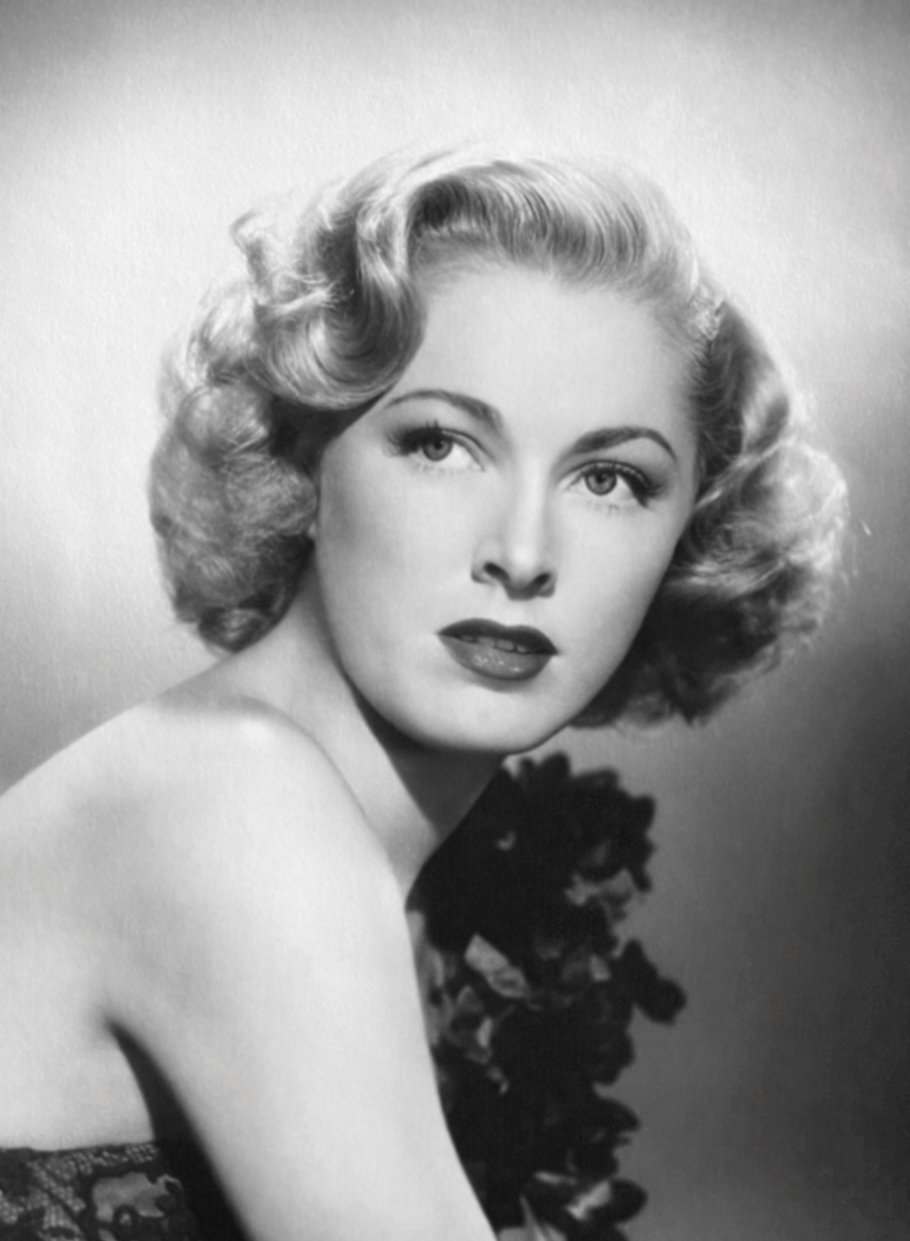
Eleanor Parker

Eleanor Jean Parker (* 26. Juni 1922 in Cedarville, Ohio; † 9. Dezember 2013 in Palm Springs, Kalifornien) war eine US-amerikanische Schauspielerin. Aufgrund ihrer Vielseitigkeit als Charakterdarstellerin wurde sie von den Medien auch „die Frau mit den tausend Gesichtern“ genannt.

## Leben
Parker kam 1922 als Tochter des Mathematiklehrers Lester Day Parker (1885–1970) und von Lola Emmeline Parker (geb. Isett, 
1889–1969) in Cedarville, Ohio, zur Welt. Nachdem sie bereits als Kind in Schulaufführungen auf der Bühne gestanden hatte, entschied sie sich, nach Massachusetts zu gehen, um am Rice Summer Theater auf Martha’s Vineyard Schauspiel zu studieren. Anschließend zog sie nach Kalifornien, wo sie am Pasadena Playhouse ihre Schauspielausbildung fortsetzte. An beiden Theatern wurde sie von Talentscouts entdeckt, doch lehnte sie erste Kameratests ab, um zunächst ihre Ausbildung abzuschließen. Später erhielt sie einen Vertrag bei Warner Brothers.

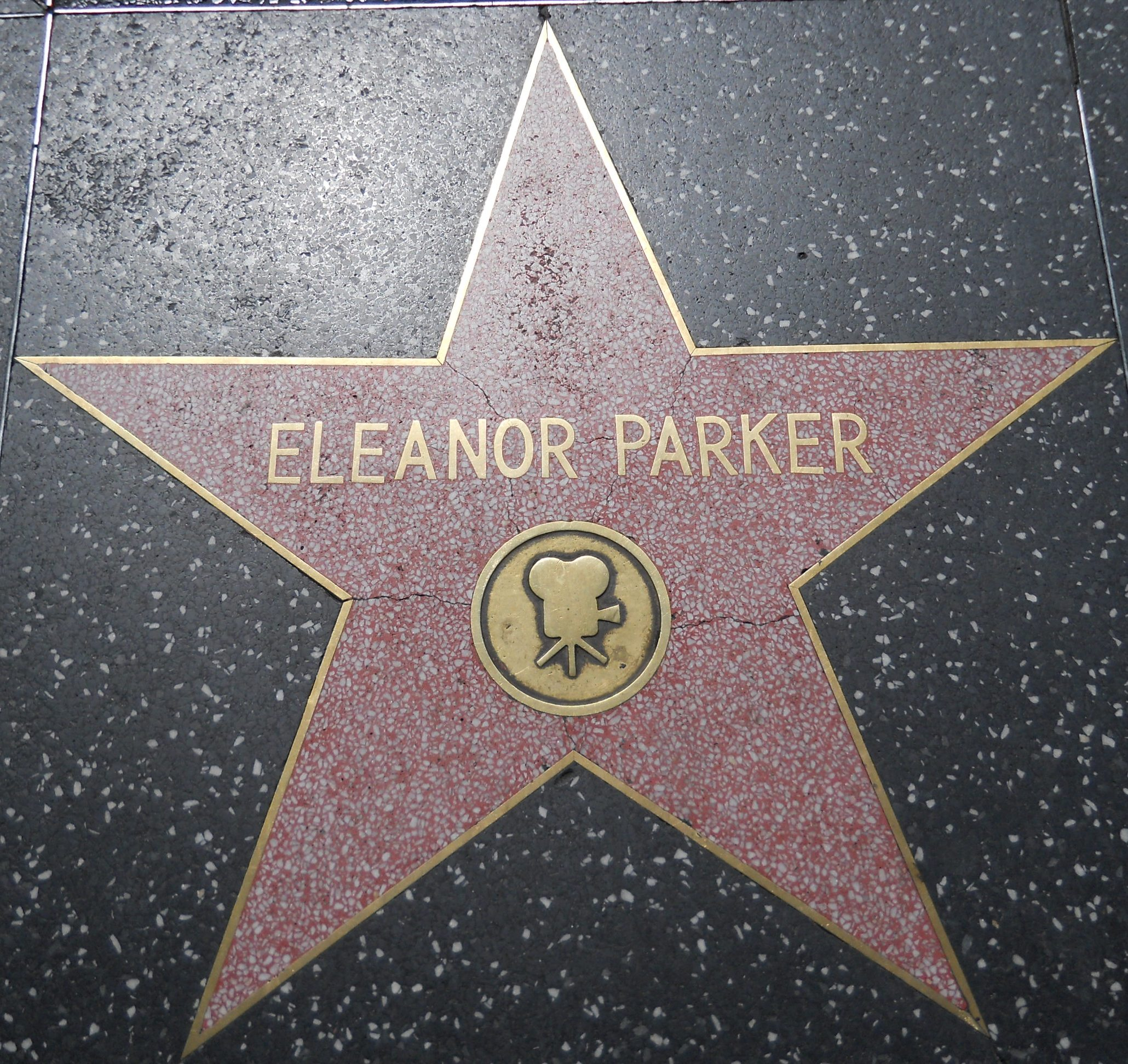
Parkers Stern auf dem Hollywood Walk of Fame

Ihr Filmdebüt gab sie 1941 in Raoul Walshs Sein letztes Kommando, ihre Szenen wurden in der Postproduktion jedoch herausgeschnitten. Im Laufe ihrer Karriere war sie dreimal für den Oscar als beste Hauptdarstellerin nominiert: als Insassin in dem Film Frauengefängnis (1950), als Ehefrau von Kirk Douglas in Polizeirevier 21 (1951) und als kranke Opernsängerin in Unterbrochene Melodie (1955). Zudem wurde sie für ihre Filmarbeit mit einem Stern auf dem Hollywood Walk of Fame geehrt. Ab den 1960er Jahren spielte sie überwiegend im Fernsehen. 1965 trat sie in einer Nebenrolle in einem der größten Kinoerfolge des Jahrzehnts, Meine Lieder, meine Träume, als Baronin Elsa Schrader neben Julie Andrews und Christopher Plummer auf. Ab 1970 spielte sie vor allem in Serien wie Fantasy Island (1977–1983), Love Boat (1979–1982), Hotel (1983) und Mord ist ihr Hobby (1986) mit. Auf der Leinwand war sie zuletzt 1979 in Heiße Hölle Acapulco neben Farrah Fawcett und Charles Grodin zu sehen. Ihre letzte Rolle im Fernsehen hatte Parker 1991 in dem Film Der Schrei der Jennifer Ashford. Insgesamt war sie an rund 80 Film- und Fernsehproduktionen beteiligt.
Parker war viermal verheiratet. Ihr erster Mann war Fred L. Losse, der Zahnarzt bei der Navy war und den sie bei den Dreharbeiten zu Botschafter in Moskau (1943) kennengelernt hatte. Die Ehe hielt lediglich 21 Monate. Von 1946 bis 1953 war sie mit dem Filmproduzenten Bert E. Friedlob verheiratet. Gemeinsam hatten sie drei Kinder. Parkers dritter Ehemann war von 1954 bis 1965 der Künstler Paul Clemens, mit dem sie einen Sohn hatte. 1966 ehelichte sie den Geschäftsmann Raymond N. Hirsch, der im Jahr 2001 verstarb. Sie selbst starb im Dezember 2013 in Palm Springs, Kalifornien. Ihr Grab befindet sich im Forest Lawn Memorial Park in Hollywood.

## Filmografie (Auswahl)
- 1942: Soldiers in White (Kurzfilm)
- 1942: Busses Roar
- 1943: The Mysterious Doctor
- 1943: Botschafter in Moskau (Mission to Moscow)
- 1943: Bestimmung Tokio (Destination Tokyo) (Stimme)
- 1944: Zwischen zwei Welten (Between Two Worlds)
- 1944: Crime by Night
- 1944: The Last Ride
- 1944: The Very Thought of You
- 1944: Hollywood-Kantine (Hollywood Canteen)
- 1945: Pride of the Marines
- 1946: Of Human Bondage
- 1947: Escape Me Never
- 1947: The Voice of the Turtle
- 1948: Das Geheimnis der Frau in Weiß (The Woman in White)
- 1949: Ein tolles Gefühl (It’s a Great Feeling)
- 1950: Des Teufels Pilot (Chain Lightning)
- 1950: Frauengefängnis (Caged)
- 1950: Frauengeheimnis (Three Secrets)
- 1951: Valentino – Liebling der Frauen (Valentino)
- 1951: A Millionaire for Christy
- 1951: Polizeirevier 21 (Detective Story)
- 1952: Scaramouche, der galante Marquis (Scaramouche)
- 1952: Die letzte Entscheidung (Above and Beyond)
- 1953: Verrat im Fort Bravo (Escape from Fort Bravo)
- 1954: Wenn die Marabunta droht (The Naked Jungle)
- 1954: Das Tal der Könige (Valley of the Kings)
- 1955: Ein Mann liebt gefährlich (Many Rivers to Cross)
- 1955: Unterbrochene Melodie (Interrupted Melody)
- 1955: Der Mann mit dem goldenen Arm (The Man with the Golden Arm)
- 1956: Heißer Süden (The King and Four Queens)
- 1957: Lizzie
- 1957: Hongkong war ihr Schicksal (The Seventh Sin)
- 1959: Eine Nummer zu groß (A Hole in the Head)
- 1960: Das Erbe des Blutes (Home from the Hill)
- 1961: Madison Avenue
- 1961: Rückkehr nach Peyton Place (Return to Peyton Place)
- 1963: The Eleventh Hour (Fernsehserie, eine Folge)
- 1962: Checkmate (Fernsehserie, eine Folge)
- 1964: Stunde der Entscheidung (Kraft Suspense Theatre) (Fernsehserie, eine Folge)
- 1964: Panic Button
- 1965: Meine Lieder, meine Träume (The Sound of Music)
- 1965: Convoy (Fernsehserie, eine Folge)
- 1966: … denn keiner ist ohne Schuld (The Oscar)
- 1966: Mord aus zweiter Hand (An American Dream)
- 1966: Der Todesschuß (Warning Shot)
- 1967: The Tiger and the Pussycat
- 1968: Solo für O.N.C.E.L. (The Man from U.N.C.L.E.) (Fernsehserie, zwei Folgen)
- 1969: Grüne Augen in der Nacht (Eye of the Cat)
- 1969: Hans Brinker (Fernsehfilm)
- 1969–1970: Bracken’s World (Fernsehserie, 16 Folgen)
- 1971: Maybe I’ll Come Home in the Spring (Fernsehfilm)
- 1972: Teufelskreis der Angst (Ghost Story) (Fernsehserie, eine Folge)
- 1972: Unter Mordverdacht (Home for the Holidays) (Fernsehfilm)
- 1973: The Great American Beauty Contest (Fernsehfilm)
- 1977–1983: Fantasy Island (Fernsehserie, drei Folgen)
- 1978: Hawaii Fünf-Null (Hawaii Five-O) (Fernsehserie, eine Folge)
- 1978: The Bastard (Fernsehserie, eine Folge)
- 1979: Heiße Hölle Acapulco (Sunburn)
- 1979: She’s Dressed to Kill (Fernsehfilm)
- 1979–1982: Love Boat (The Love Boat) (Fernsehserie, drei Folgen)
- 1980: Agent wider Willen (Once Upon a Spy) (Fernsehfilm)
- 1980: Vegas (Vega$) (Fernsehserie, eine Folge)
- 1981: Madame X (Fernsehfilm)
- 1983: Hotel (Fernsehserie, eine Folge)
- 1984: Finder of Lost Loves (Fernsehserie, eine Folge)
- 1986: Mord ist ihr Hobby (Murder, She Wrote) (Fernsehserie, eine Folge)
- 1991: Der Schrei der Jennifer Ashford (Dead on the Money, Fernsehfilm)

## Auszeichnungen
- 1950: Coppa Volpi als beste Darstellerin bei den Internationalen Filmfestspielen von Venedig für Frauengefängnis
- 1951: Nominierung für den Oscar in der Kategorie Beste Hauptdarstellerin für Frauengefängnis
- 1952: Nominierung für den Oscar in der Kategorie Beste Hauptdarstellerin für Polizeirevier 21
- 1956: Nominierung für den Oscar in der Kategorie Beste Hauptdarstellerin für Unterbrochene Melodie
- 1960: Stern auf dem Hollywood Walk of Fame (6340 Hollywood Blvd.)
- 1963: Nominierung für den Emmy in der Kategorie Bester Gastauftritt als Hauptdarstellerin für The Eleventh Hour (Folge: Why Am I Grown So Cold?)
- 1970: Nominierung für den Golden Globe Award in der Kategorie Beste Seriendarstellerin – Drama für Bracken’s World